# Чапарэл
«Ча́парэл» (англ. Chaparral — чапараль, колючий кустарник; [‚tʃʌpə’ræl], общевойсковой индекс — MIM-72A, армейский индекс — M48) — американский самоходный зенитный ракетный комплекс (ЗРК) поля боя, разработанный фирмой Aeronutronic, совместно со специалистами испытательной станции ВМС США в Чайна-Лейк. 
Создан на основе управляемой ракеты «воздух-воздух» AIM-9 Sidewinder, путём монтажа ракет и направляющих с системой управления на боевую машину на гусеничном шасси.
Работы по созданию начались в 1963 году. Принят на вооружении американской армии в 1969 году, снят с вооружения в 1998 г. 
Комплекс «Чапарэл» с момента создания практически непрерывно модернизировался.

## История

### Разработка
После прекращения разработки мобильного ЗРК поля боя MIM-46 Mauler в 1963 году, армия США начала срочно искать альтернативу. Войскам требовался комплекс ПВО ближнего радиуса действия, более мобильный чем MIM-23 Hawk, и способный действовать в прифронтовой полосе.
В качестве временного средства, было предложено установить на наземное шасси УРВВ AIM-9 Sidewinder. Эта ракета с инфракрасным наведением была достаточно проста, и в то же время — надёжна и неприхотлива, её высокие, по меркам времени, характеристики уже были проверены в боях над Тайваньским проливом в 1958 году. 
Ракетное командование сухопутных войск в 1965 году рекомендовало AIM-9 в качестве временной замены аннулированному проекту «Mauler», мотивируя это тем, что её инфракрасное наведение будет более целесообразным для наземного применения по сравнению с радиолокационным.
Разработка комплекса шла очень быстро и велась авиационным подразделением корпорации «Philco», которая получила 8 млн долл. на проведение первых двух этапов НИОКР и ещё 9 млн $ на поставку предсерийных образцов. Около 3 млн долл. на разработку, испытания и изготовление опытных моделей РЛС обнаружения целей — FFAR — было выделено компании «Sanders Associates». 
Для ускорения работ головным подрядчиком были дополнительно наняты двести инженерно-технических работников. 
В 1967 году первые ракеты поступили на испытания. Первые успешные стрельбовые испытания прошли осенью 1965 года на полигоне испытательной станции флота в Чайна-Лейк, штат Калифорния. 
Разработка, изготовление, предсерийное производство и испытания комплекса осуществлялись следующими компаниями военно-промышленного комплекса США:
- комплекс в целом — Philco[англ.] Corp. → Philco-Ford Corp., Aeronutronic Division[англ.] (Ньюпорт-Бич, Калифорния)[9];
- ракета — Испытательная станция[англ.] Главного управления вооружения ВМС США (Чайна-Лейк, Калифорния)[3]
- стрельбовые испытания — Редстоунский арсенал Управления ракетного вооружения Армии США[10];
- средства обнаружения — Sanders Associates, Inc.[англ.] (Нашуа, Нью-Гэмпшир)[7]
- система наведения — Raytheon Co., Эндовер, Массачусетс;[11];
- высокодискретные насадочные контактные элементы (контактные токосъёмные кольца) — Electro-Tech Corp., Virginia Division (Блэксберг, Виргиния)[12].

Учитывая то обстоятельство, что комплекс разрабатывался в срочном порядке как замена свёрнутому проекту «Mauler», отношение к нему армейского руководства было соответствующее, как к наспех сделанному образцу вооружения и военной техники. Учитывая степень недоработанности, разработка модифицированной версии началась незамедлительно после ввода в строй исходной модели и первый этап научно-исследовательских работ по новой тематике был окончен осенью 1966 года. 
Исходно комплекс был предназначен только для стрельбы вдогон, однако в июне 1966 года Управление ракетных вооружений выделило дополнительные средства на проведение НИР по тематике стрельбы ракетами навстречу.
Постановку ракеты на вооружение и начало серийного её производства предварял выбор армейским командованием смежного 20- или 40-мм образца пушечного вооружения для установки на бронетехнику (вскоре этим образцом стал комплекс «Вулкан»). 
В 1968 году командование ВМС США заказало компаниям-изготовителям партию корабельных ЗРК на базе «Чапарэл». 
В мае 1969 года, первый армейский зенитный ракетный батальон, оснащенный MIM-72 «Chaparral» встал на боевое дежурство. По штату, стандартный батальон такого типа был укомплектован 32 огневыми подразделениями (секциями) ЗРК «Chaparral» по одному комплексу в каждом подразделении.Позднее количество ЗРК "Chaparral" и ЗСУ "Вулкан" в каждом смешанном зенитном дивизионе было уменьшено до 24 установок каждого типа (2 батареи ЗРК и 2 батареи ЗСУ по 12 установок в каждой). Смешанные зенитные дивизионы входили в штат пехотных, бронетанковых и механизированных дивизий сухопутных войск США. Воздушно-десантная и воздушно-штурмовая дивизия самоходных зенитных ракетных и артиллерийских установок не имели, их зенитные дивизионы располагали только 48 легкими буксируемыми 20-мм зенитными пушками "Вулкан" М-167 (4 батареи по 12 пушек в каждой).

### Производство
Серийное производство узлов и агрегатов и сборка ЗРК осуществлялась на следующих предприятиях:
Государственный сектор
- Редриверский арсенал Главного автобронетанкового управления Армии США, Тексаркана, Арканзас;
- Арсенал Пикатинни Управления боеприпасов Армии США, Джефферсон, Нью-Джерси;
- Лаборатория им. Гарри Дайамонда[англ.] Управления снабжения Армии США, Адельфи, Мэриленд;

Частный сектор
- Ford Aerospace & Communications Corp. → Loral Corporation, Loral Aeronutronics → Lockheed Martin Corporation, Ньюпорт Бич, Калифорния;
- FMC Corporation, Ordnance Division, Сан-Хосе, Калифорния;
- Atlantic Research Corporation;
- Hercules Incorporated;
- Humphrey Incorporated;
- ITT Gilfillan;
- Raytheon Company;
- Sanders Associates;
- Texas Instruments.

Партнёром в Европе выступала бельгийская компания S. A. Les Forges de Zeebrugge, Эрсталь, провинция Льеж, которая согласовывала с держателями лицензии вопросы связанные с выпуском комплексов «Chaparral» и ракет «Sidewinder» для армий и флотов других государств-членов НАТО.

## Конструкция
Комплекс «Chaparral» является сравнительной простой системой. Четыре ракеты MIM-72 устанавливались на вращающейся четырёхбалочной пусковой установке, смонтированной на гусеничном либо колёсном шасси. Восемь запасных ракет транспортировались вместе с пусковой установкой.
Базовые ракеты MIM-72A практически не отличались от ракет AIM-9D «Sidewinder», на базе которых они были разработаны. Основным отличием было то, что стабилизирующие роллероны были смонтированы только на двух хвостовых стабилизаторах, два остальных были неподвижными. Это было сделано, чтобы уменьшить стартовый вес ракеты, запускаемой с земли.
Подобно базовому «Sidewinder», ракета MIM-72A наводилась на инфракрасное излучение двигателей цели. Это делало невозможным стрельбу на встречных курсах, и позволяло атаковать летательные аппараты противника только в хвост, что, впрочем, считалось несущественным для комплекса передового прикрытия войск.
Наведение системы осуществлялось вручную, оператором, визуально отслеживающим цель. Данные для прицеливания поступали с обзорной РЛС AN/MPQ-49 Forward Area Alerting Radar, осуществлявшей функции предупреждения о воздушном нападении. Оператор должен был навести прицел на цель, удерживая противника в прицеле, активировать ГСН ракет, и, после захвата цели — провести пуск. Предполагалось оснастить комплекс автоматическим прицеливанием, но в итоге от него отказались, так как электроника того времени тратила слишком много времени на выработку огневого решения, что снижало скорость реакции комплекса.
|                                                                                   |  |  |
| Различные модели радиолокационных запросчиков системы опознавания ЗРК «Chaparral» |  |  |

## Модификации

### Инфракрасное самонаведение
- MIM-72A — базовая версия на основе ракеты AIM-9D, принятая на вооружение в 1969 году. Производилась до 1975 года;
- MIM-72B — специальный учебный вариант ракеты, разработанный для подготовки операторов. Отличалась только устройством взрывателя. Вариант ракеты с инертной боевой частью для отработки наземных операций с ракетой обозначался, как M30. Производилась одновременно с MIM-72A, вплоть до 1975 года. Всего выпущено 9500 ракет обоих модификаций (A/B). Учитывая близость конструкции ЗУР к своему прототипу (AIM-9D) заказывались и поставлялись они в Армию США через ВМС;
- MIM-72С (англ. Improved Chaparral) — разработанная в 1974 году модификация комплекса, призванная компенсировать недостатки ранних моделей. В ракете была использована новая секция системы управления — AN/DAW-1, доплеровский радиовзрыватель M817 и новую осколочно-фугасную боевую часть M250 повышенной эффективности (БЧ массой 12,6 кг содержала 3 кг октола и готовые осколки кубической формы из вольфрамового сплава). Усовершенствования позволили придать ракете ограниченные всеракурсные возможности поражения целей, что дало возможность применять комплекс на встречных курсах. Дальность стрельбы была увеличена до 9000 м. Ракета производилась компанией Ford Aeronutronics в период 1976—1981 годов и ввиду значительных отличий от поставлявшейся ВМС США модификации Sidewinder (AIM-9L), поставлялась напрямую Армии США (минуя ВМС). Впервые в войска данная модификация поступила в ноябре 1978 года;
  - RIM-72C Sea Chaparral — версия системы для вооружения надводных кораблей, испытывалась ВМС США в начале 1970-х годов, но в эксплуатацию там не пошла, так как флот предпочел обладавшую большим потенциалом RIM-7 Sea Sparrow. Морской вариант комплекса был использован ВМС Тайваня, адаптировавшего MIM-72C (и позднее MIM-72F/J) на своих фрегатах типа «Кандин»[кит.][18]) и больших десантных кораблях типа «Ньюпорт»[англ.]. ЗРК имеет четыре направляющих, в запасе находится 8 ракет, наведение осуществляется с помощью стабилизированного оптического прицела, который может комплексироваться с тепловизором, кроме того цели могут обнаруживаться с помощью других корабельных систем. Радиус действия ЗРК — 2,2 морских мили (~4 км);
- MIM-72D — проект модернизации системы, в котором предполагалось использовать улучшенные взрыватель и БЧ от MIM-72C и старую секцию управления от MIM-72A. Планируемое производство данных ракет в конце 1970-х годов было отменено.
- MIM-72E — так были обозначены ракеты MIM-72C в процессе эксплуатации которых маршевый твердотопливный двигатель Mk.50, был заменён на бездымный двигатель M121 компании Hercules;
- MIM-72F — полностью идентичны MIM-72E, такое обозначение получили вновь выпущенные ЗУР с двигателем Hercules M121;
  - MIM-72H — экспортная модификация MIM-72F;
- MIM-72G — вариант ракеты оснащённой головкой самонаведения RSS (сокр. англ. Rosette Scan Seeker) ПЗРК FIM-92 Stinger. Разрабатывалась с 1980 года. RSS, также известная как POST (англ. Passive Optical Seeker Technique — техника пассивного оптического самонаведения), имеет возможность пространственного, спектрального и амплитудного распознавания цели, что делает её значительно более стойкой к воздействию всех видов средств инфракрасного противодействия. Контракт на разработку Chaparral оснащённой ГСН RSS был получен компанией Ford в 1982 году, при этом ГСН получила обозначение AN/DAW-2. В конце 1980-х годов оставшиеся на складах MIM-72 были оснащены AN/DAW-2, а с 1990—1991 годов начали изготавливаться новые MIM-72G;
  - MIM-72J — экспортная модификация MIM-72G с упрощённой системой управления и рулевой секцией.

Модификации подвергались не только ракеты, так в марте 1977 года Ford получила контракт на демонстрацию всепогодного варианта наземного оборудования Chaparral. Программа была завершена в июле 1978 года после 10 испытательных пусков. На использованных в этих испытаниях ракетах, впервые был опробован двигатель Hercules M121 с бездымным твердотопливным зарядом, который разрабатывался в 1975—1978 годах и изготавливался Hercules с 1980 года. В период с 1978 по 1983 годы, компании Ford и Texas Instruments разрабатывали ИК-прицел для придания ЗРК всепогодных свойств и возможности применения в ночных условиях. ИК-прицел был внедрён в 1984 году.

### Лазерное наведение
|              |              |              |              |              |              |  |  |                          |                          |                          |                          |                          |                          |  |  | CLBRP (1978)            |                         |                         |                         |                         |                         |  |  |                |                |                |                |                |                |
|              |              |              |              |              |              |  |  |                          |                          |                          |                          |                          |                          |  |  |                         |                         |                         |                         |                         |                         |  |  |                |                |                |                |                |                |
|              |              |              |              |              |              |  |  | Laser Shillelagh (1976)  | Laser Shillelagh (1976)  | Laser Shillelagh (1976)  | Laser Shillelagh (1976)  | Laser Shillelagh (1976)  | Laser Shillelagh (1976)  |  |  | AHAMS (1978)            | AHAMS (1978)            | AHAMS (1978)            | AHAMS (1978)            | AHAMS (1978)            | AHAMS (1978)            |  |  |                |                |                |                |                |                |
|              |              |              |              |              |              |  |  | Laser Shillelagh (1976)  | Laser Shillelagh (1976)  | Laser Shillelagh (1976)  | Laser Shillelagh (1976)  | Laser Shillelagh (1976)  | Laser Shillelagh (1976)  |  |  | AHAMS (1978)            | AHAMS (1978)            | AHAMS (1978)            | AHAMS (1978)            | AHAMS (1978)            | AHAMS (1978)            |  |  |                |                |                |                |                |                |
|              |              |              |              |              |              |  |  | LBR (1972)               |                          |                          |                          |                          |                          |  |  |                         |                         |                         |                         |                         |                         |  |  |                |                |                |                |                |                |
|              |              |              |              |              |              |  |  |                          |                          |                          |                          |                          |                          |  |  |                         |                         |                         |                         |                         |                         |  |  |                |                |                |                |                |                |
|              |              |              |              |              |              |  |  |                          |                          |                          |                          |                          |                          |  |  | Basic Saber (1981)      | Basic Saber (1981)      | Basic Saber (1981)      | Basic Saber (1981)      | Basic Saber (1981)      | Basic Saber (1981)      |  |  | TopKick (1986) | TopKick (1986) | TopKick (1986) | TopKick (1986) | TopKick (1986) | TopKick (1986) |
|              |              |              |              |              |              |  |  |                          |                          |                          |                          |                          |                          |  |  | Basic Saber (1981)      | Basic Saber (1981)      | Basic Saber (1981)      | Basic Saber (1981)      | Basic Saber (1981)      | Basic Saber (1981)      |  |  | TopKick (1986) | TopKick (1986) | TopKick (1986) | TopKick (1986) | TopKick (1986) | TopKick (1986) |
| ATADS (1971) | ATADS (1971) | ATADS (1971) | ATADS (1971) | ATADS (1971) | ATADS (1971) |  |  | Stinger Alternate (1973) | Stinger Alternate (1973) | Stinger Alternate (1973) | Stinger Alternate (1973) | Stinger Alternate (1973) | Stinger Alternate (1973) |  |  | Long Range Saber (1985) | Long Range Saber (1985) | Long Range Saber (1985) | Long Range Saber (1985) | Long Range Saber (1985) | Long Range Saber (1985) |  |  |                |                |                |                |                |                |
| ATADS (1971) | ATADS (1971) | ATADS (1971) | ATADS (1971) | ATADS (1971) | ATADS (1971) |  |  | Stinger Alternate (1973) | Stinger Alternate (1973) | Stinger Alternate (1973) | Stinger Alternate (1973) | Stinger Alternate (1973) | Stinger Alternate (1973) |  |  | Long Range Saber (1985) | Long Range Saber (1985) | Long Range Saber (1985) | Long Range Saber (1985) | Long Range Saber (1985) | Long Range Saber (1985) |  |  |                |                |                |                |                |                |
|              |              |              |              |              |              |  |  | Laser Chaparral (1974)   |                          |                          |                          |                          |                          |  |  |                         |                         |                         |                         |                         |                         |  |  |                |                |                |                |                |                |
|              |              |              |              |              |              |  |  |                          |                          |                          |                          |                          |                          |  |  |                         |                         |                         |                         |                         |                         |  |  |                |                |                |                |                |                |

Laser Chaparral — в сер. 1970-х велась концептуальная проработка проекта по оснащению комплекса полуактивной лазерной станцией наведения (laser semiactive homing) аналогичной применяемой другими средствами тактической противовоздушной обороны производства Ford с целью повышения помехоустойчивости комплекса, увеличения эффективности боевого применения при любых погодно-климатических условиях, любых условиях видимости. Главным достоинством было то, что при таком подходе проблема работы комплекса в условиях применения противником активных помех теряла свою актуальность. В то же время, основным недостатком этого подхода было то, что в таком виде комплекс не соответствовал одному из главных требований тактико-технического задания — «выстрелил и забыл». До войсковых испытаний дело не дошло, поскольку таковой задачи перед разработчиками не ставилось изначально, проект имел сугубо исследовательский характер (technology program), рассчитанный на перспективу, а не на перевооружение в отведенные сроки.

## Тактико-технические характеристики
- Дальность обстрела:

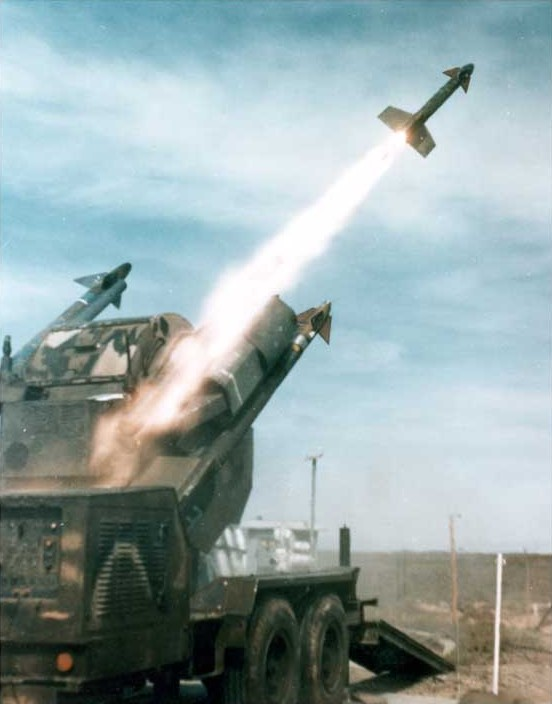
Пуск ракеты ЗРК «Чапарэл».

  - по цели типа «вертолёт»: 500—8000 м
  - по цели типа «самолёт»: 500—9000 м
- Высота поражения: 15—3000 м
- Длина ракеты: 2,91 м
- Диаметр ракеты: 0,12 м
- Размах крыльев: 0,63 м
- Масса ракеты: 86,2 кг
- Масса боевой части: 12,6 кг

## Операторы
- Египет — более 76 единиц на 2016 год[20]
- Португалия — 29 единиц на 2016 год[21]
- Китайская Республика — 2 единицы на 2016 год[22]
- Марокко — 37 единиц на 2016 год[23]
- Тунис — 26 единиц на 2016 год[24]
- Эквадор — 7 единиц на 2016 год[25]